# Província de Veraguas
La província de Veraguas és una subdivisió de Panamà. Limita a l'est amb la Província de Coclé i amb la Província de Colón, i a l'oest amb la comarca indígena de Ngobe-Buglé i amb la Província de Chiriquí

## Districtes i corregimientos de Veraguas
| Districtes    | corregimientos | Capital de Districte        |
| ------------- | --- | --------------------------- |
| Atalaya       | Atalaya, El Barrito, La Montañuela, San Antonio, La Carrillo | Atalaya                     |
| Calobre       | Calobre, Barnizal, Chitra, El Cocla, El Potrero, La Laguna, La Raya de Calobre, La Tetilla, La Yeguada, Las Guías, Monjarás, San José                                                    | Calobre                     |
| Cañazas       | Cañazas, Cerro de Plata, Los Valles, San Marcelo, El Picador, San José, El Aromillo | Cañazas                     |
| La Mesa       | La Mesa, Bisvalles, Boró, Llano Grande, San Bartolo, Los Milagros | La Mesa                     |
| Las Palmas    | Las Palmas, Cerro de Casa, Corozal, El María, El Prado, El Rincón, Lolá, Pixvae, Puerto Vidal, Zapotillo, San Martín de Porres, Viguí                                                    | Las Palmas                  |
| Mariato       | Llano de Catival o Mariato, Arenas, El Cacao, Quebro, Tebario | Llano del Catival o Mariato |
| Montijo       | Montijo, Gobernadora, La Garceana, Leones, Pilón, Cébaco, Costa Hermosa, Unión del Norte                                                                                                 | Montijo                     |
| Río de Jesús  | Río de Jesús, Las Huacas, Los Castillos, Utira, Catorce de Noviembre | Río de Jesús                |
| San Francisco | San Francisco, Corral Falso, Los Hatillos, Remance, San Juan, San José | San Francisco               |
| Santa Fé      | Santa Fé, Calovébora, El Alto, El Cuay, El Pantano, Gatuncito, Río Luis | Santa Fé                    |
| Santiago      | Santiago, La Colorada, La Peña, La Raya de Santa María, Ponuga, San Pedro del Espino, Canto del Llano, Los Algarrobos, Carlos Santana Ávila, Edwin Fábrega, San Martín de Porres, Urracá | Santiago                    |
| Soná          | Soná, Bahía Honda, Calidonia, Cativé, El Marañón, Guarumal, La Soledad, Quebrada de Oro, Río Grande, Rodeo Viejo                                                                         | Soná                        |